# حل (موسیقی)

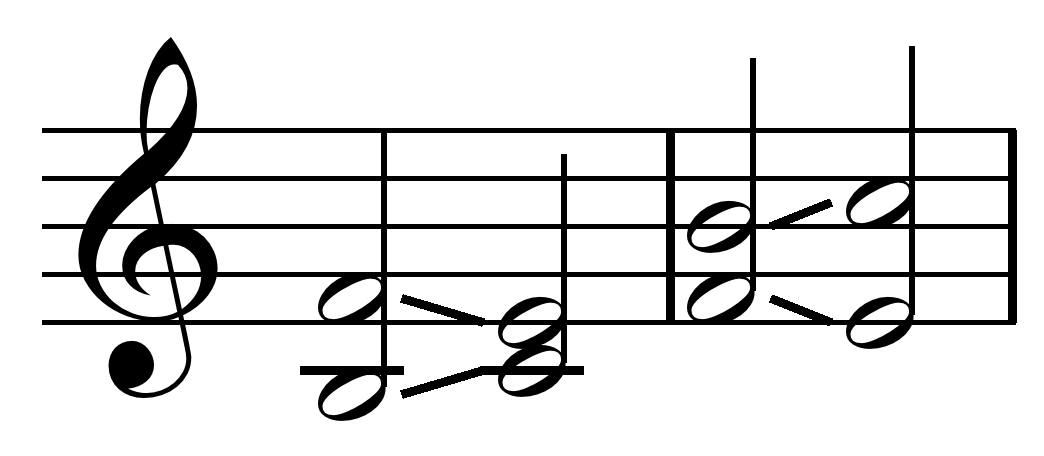
آکورد هفت نمایان ترایتون «حل قوی» (در دو): یک نامطبوعی از یک پنجم کاسته که به صورت پیوسته و درونی به سوم بزرگ حل می‌شود، یا وارونگی آن، یک چهارم افزوده نامطبوع که با حرکت پیوستهٔ بیرونی به یک ششم کوچک، به مطبوعیت کامل می‌رسد.

حل (انگلیسی: Resolution)، حل نت یا حل آکورد، در تئوری موسیقی و تنال غربی، انتقال یک نت یا آکورد از ناخوشایندی (صدای ناپایدار) به یک مطبوعیت (صدای نهایی یا پایدار) است. 
برای ایجاد جذابیت در موسیقی، می‌توان از نامطبوعی، حل و تعلیق استفاده کرد. در جایی که انتظار می‌رود یک ملودی یا الگوی آکوردی در یک نت یا آکورد خاص تمام شود، می‌توانید با یک آکورد یا نت متفاوت اما مشابه برای حلِ آن انتخاب و صدایی جالب و غیرمنتظره ایجاد کنید. به عنوان مثال: کادانس فریب‌دهنده.

## مبانی
یک صدای ناخوشایند هنگام انتقال به یک مطبوعیت، حلِ خود را دارد. هنگامی که حل به تأخیر می‌افتد یا به طرز غافلگیرکننده‌ای حاصل می‌شود   (وقتی آهنگساز با حس انتظارِ ما، اجرا می‌کند)، احساس دراماتیک یا تعلیق ایجاد می‌شود.— راجر کامین (۲۰۰۸)

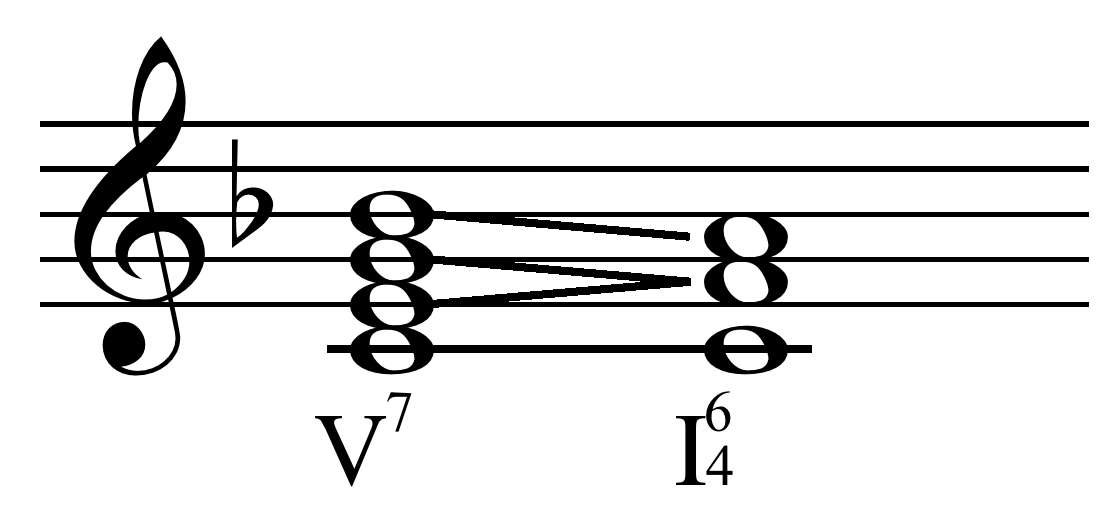
«حل غیرمتعارف» در فا ماژور .در این مثال، یک نت (دو)، مشترک است، دو نت (سی بمل و می) به صورت نیم پرده‌ای حرکت می‌کنند و یک نت (سل) با فاصلهٔ یک پرده، به پایین می‌رود.

«حل» در موسیقی تونال پایه‌ای قوی دارد، در موسیقی آتونال چون حاوی یک سطح ثابت از نامطبوعی و فاقد یک مرکز تنال است، نمی‌تواند لزومِ نیاز به حل را برطرف کند.
مفهومِ انتظار برای حل، متناسب با دورهٔ تاریخی از نظر فرهنگی است. به عنوان مثال اضافه‌کردنِ یک آکورد شش (مانند: دو، می، سل و لا) در دوره باروک، «تهیه» می‌شد، در حالی که در یک کارِ مدرن‌تر، احساسِ نیاز به حل، قدرت کمتری دارد. چنین آکوردی در یک قطعهٔ پاپ یا جاز به‌راحتی می‌تواند پایان‌بخش باشد و نیاز به «تهیه» و «حل» ندارد.

## مثال
مثالی از یک نتِ واحدِ نامطبوع که نیاز به حل دارد: مثلاً نتِ فا در طولِ یک آکوردِ دو ماژور (دو، می، سل) قرار می‌گیرد که بینِ می و سل، یک نامطبوعی ایجاد می‌کند و ممکن است به یکی از این دو صدا حل شود، هر چند معمولاً به می (به خاطر فاصلهٔ نزدیکتر) حل می‌شود. این نمونه‌ای از یک آکورد معلق است. استفاده از توالی آکوردها، مانند وصل IV به V برای پایان، یک کادانس نیمه‌تمام است که از حل قدرتمندی برخوردار نیست. با این حال اگر این وصل با آکورد (IV) به V و I (تونیک)  پایان یابد، حل بسیار قوی‌تری ایجاد خواهد شد.

## یادداشت
1. ↑  Roger Kamien